# Santuario di Oropa
Il santuario di Oropa è un edificio di culto mariano che si trova a Biella in frazione Oropa, a circa 1159 m s.l.m., in un anfiteatro naturale di montagne delle Alpi Biellesi.
Il complesso comprende, oltre al Sacro Monte di Oropa, la chiesa originaria sorta sulla base di un antico sacello e il santuario attuale vero e proprio, dotato di diverse strutture destinate all'ospitalità di fedeli e turisti.
A marzo 1957 Pio XII lo elevò alla dignità di basilica minore.
Come parte del sistema dei Sacri Monti del Piemonte e della Lombardia, quello di Oropa è dichiarato patrimonio dell'umanità dell'UNESCO.

## Storia

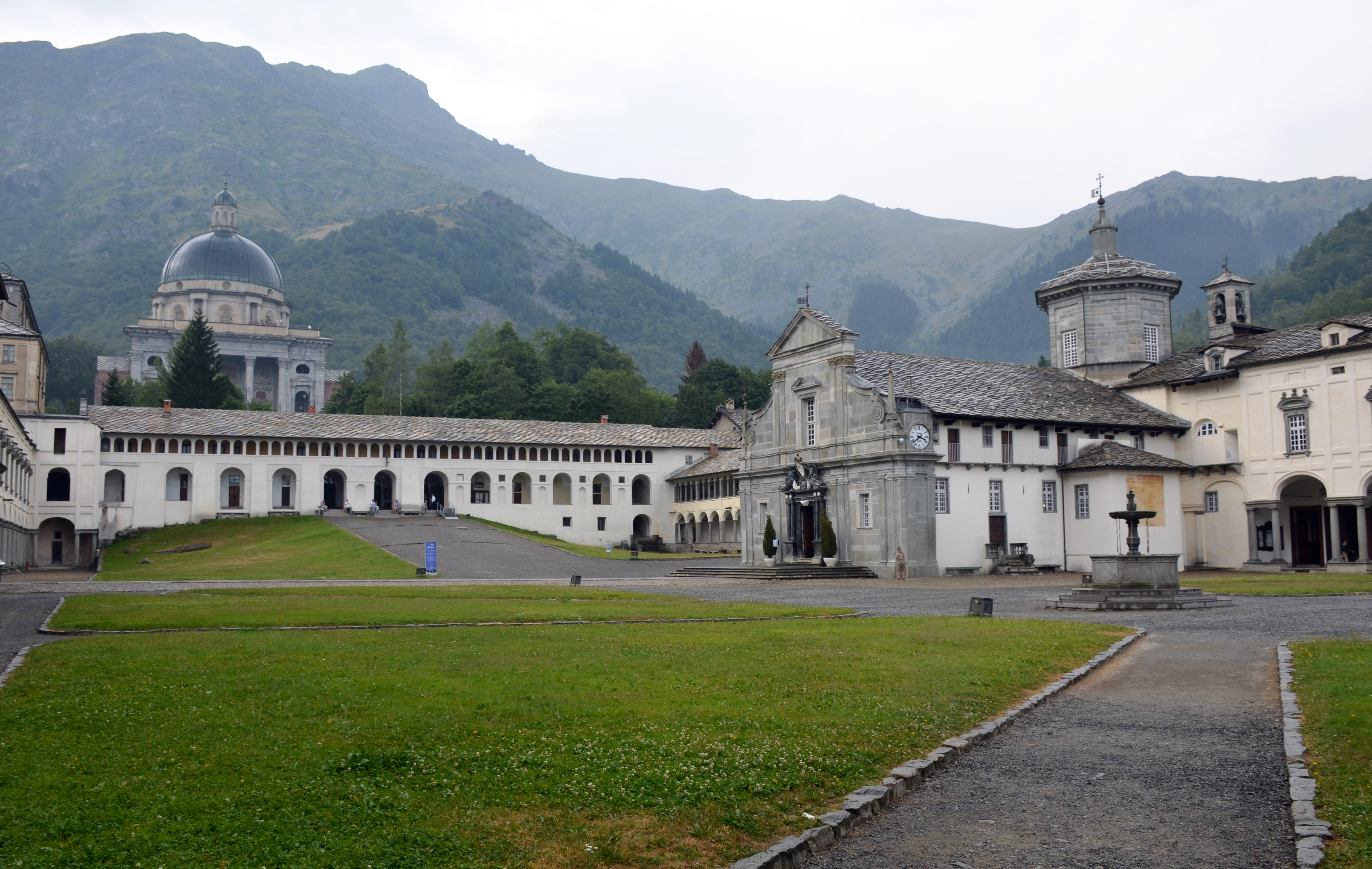
Veduta del piazzale della Basilica antica

Secondo la tradizione, il santuario di Oropa sarebbe stato fondato da Sant'Eusebio vescovo di Vercelli nel IV secolo. Benché questa tradizione non goda di riscontro documentale, certo è che Eusebio diffuse il Cristianesimo e la devozione mariana nelle valli biellesi. A quei tempi infatti la popolazione del vastissimo territorio che corrisponde grosso modo all'odierno Piemonte era ancora quasi tutta pagana. A Vercelli prevaleva il politeismo romano, mentre nelle valli alpine e nel Monferrato si conservava intatto il culto degli antichi celti, compresa la venerazione di grandi massi erratici. Dove rifulse l'animo apostolico di Eusebio fu l'impegno nell'eliminare il paganesimo specialmente nei centri di antichissimo culto come a Oropa e a Crea, sostituendo il culto delle deità femminili celtiche con il culto della Madre di Dio, Maria.

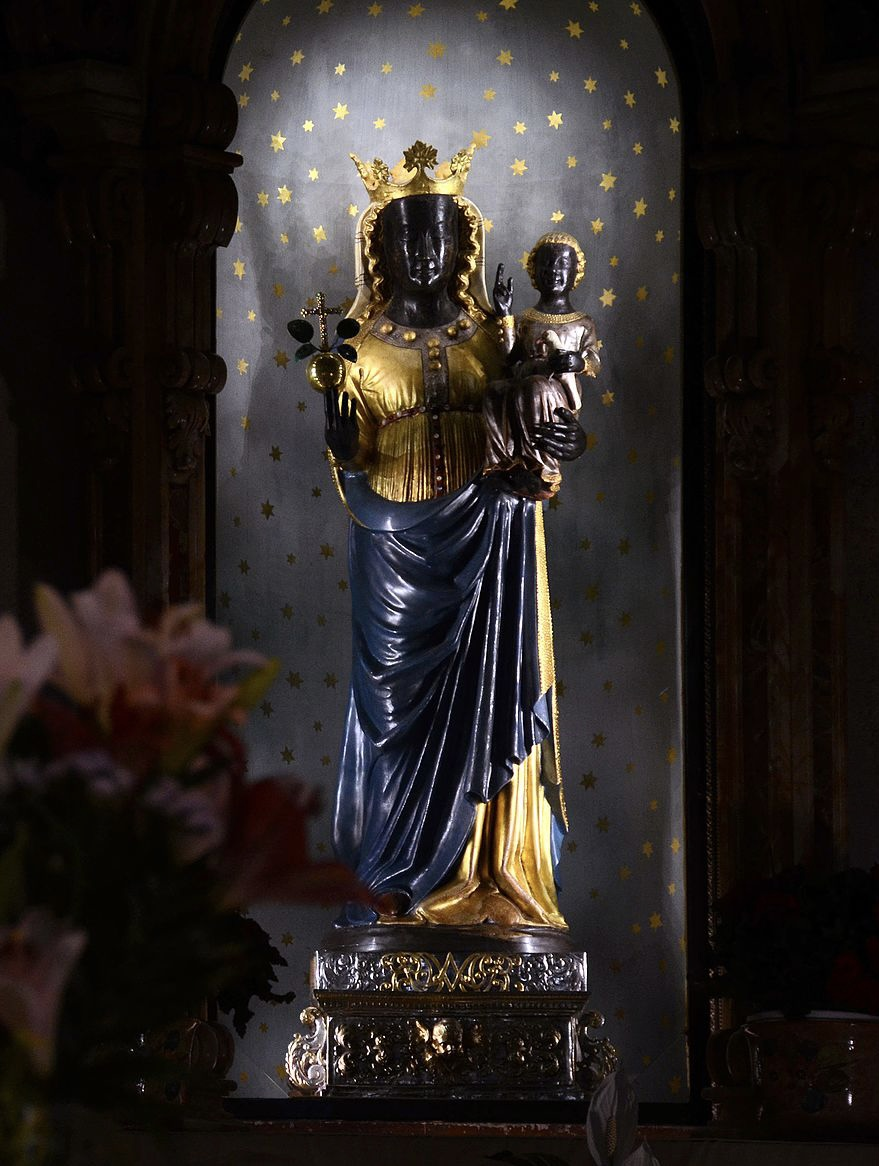
Madonna nera, statua gotica del XIV secolo

In una Bolla di papa Innocenzo III del 2 maggio 1207 sono menzionate a Oropa due chiese dedicate a Santa Maria e a San Bartolomeo. Secondo i più recenti studi storici questi edifici risalirebbero almeno all'VIII-IX secolo. Si tratta di due piccoli edifici montani, ma, mentre quello dedicato a Santa Maria è stato inglobato nell'espansione del santuario, quello dedicato a San Bartolomeo è stato recentemente riscoperto e riaperto al culto.
La chiesa di Santa Maria, sorge presso un masso erratico, il gran deyro, che probabilmente era stato un luogo di culto precristiano, il cui sito è ancora visibile nella parete nord della basilica antica. Fu consacrata dal vescovo Aimone di Challant nell'estate nel 1294. Aveva la stessa larghezza dell'attuale sacello e si prolungava fino all'attuale facciata.
Della prima metà del Trecento è la statua gotica della Madonna nera che si venera nel santuario, realizzata in legno dal cosiddetto Maestro della Madonna di Oropa, scultore e intagliatore valdostano dal nome sconosciuto attivo tra la fine del XIII secolo e gli inizi del XIV secolo. Alla Vergine sono attribuiti numerosi miracoli e grazie particolari.
Dal XV secolo le famiglie biellesi iniziano a costruire a Oropa case private, che occasionalmente possono ospitare i pellegrini. Del 1522 è il primo quadro ex voto, opera di Bernardino Lanino.

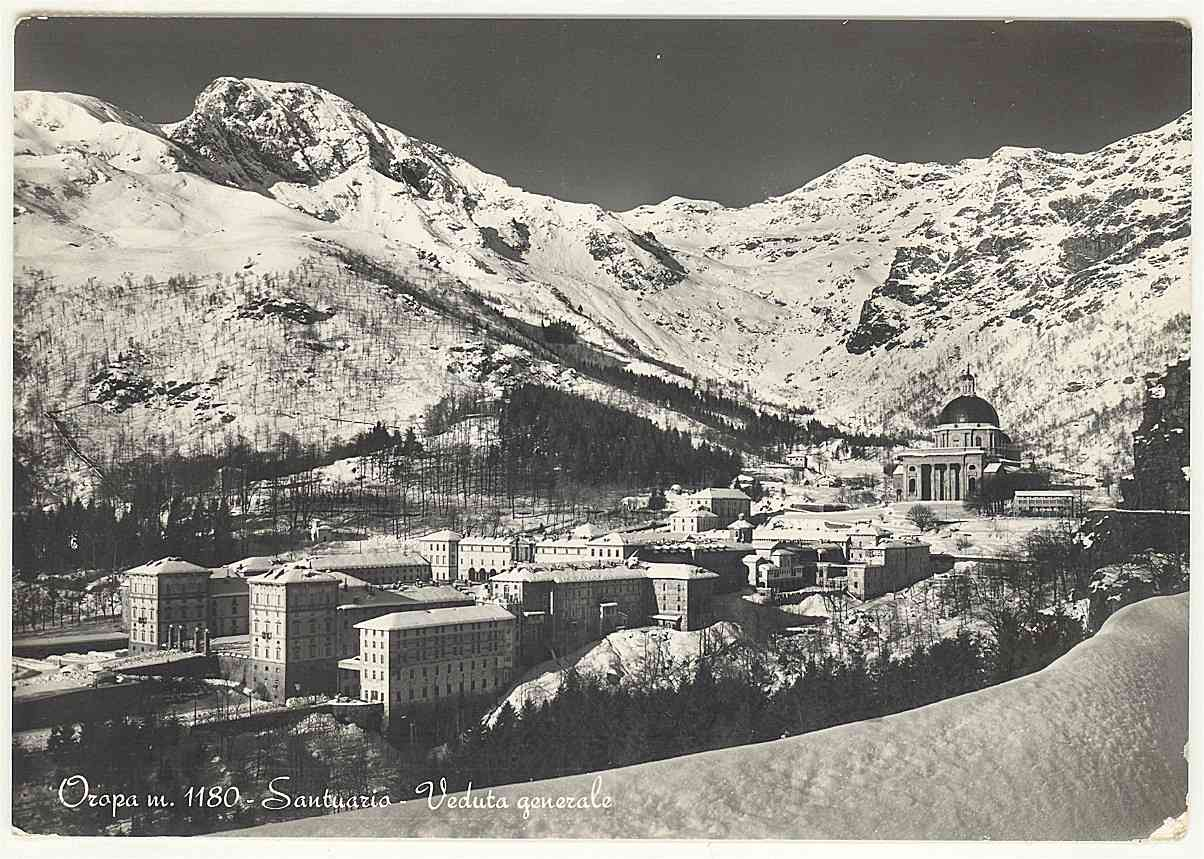
Il santuario di Oropa, posto in una conca naturale su un fianco del monte Mucrone

In epoca barocca il santuario ha una grande espansione architettonica, grazie anche alla protezione della Casa di Savoia. Furono le infante reali Maria Apollonia e Francesca Caterina (sepolta nella navata centrale della Basilica antica) che fondarono le "Figlie di Maria", un gruppo di donne che, pur senza proferire i voti in forma pubblica, si dedica ancora oggi all'assistenza dei pellegrini e alle necessità del santuario. Sono attivi ad Oropa architetti illustri, fra i quali Filippo Juvarra (cui si deve fra l'altro la monumentale Porta Regia del santuario), Ignazio Galletti e Guarino Guarini.

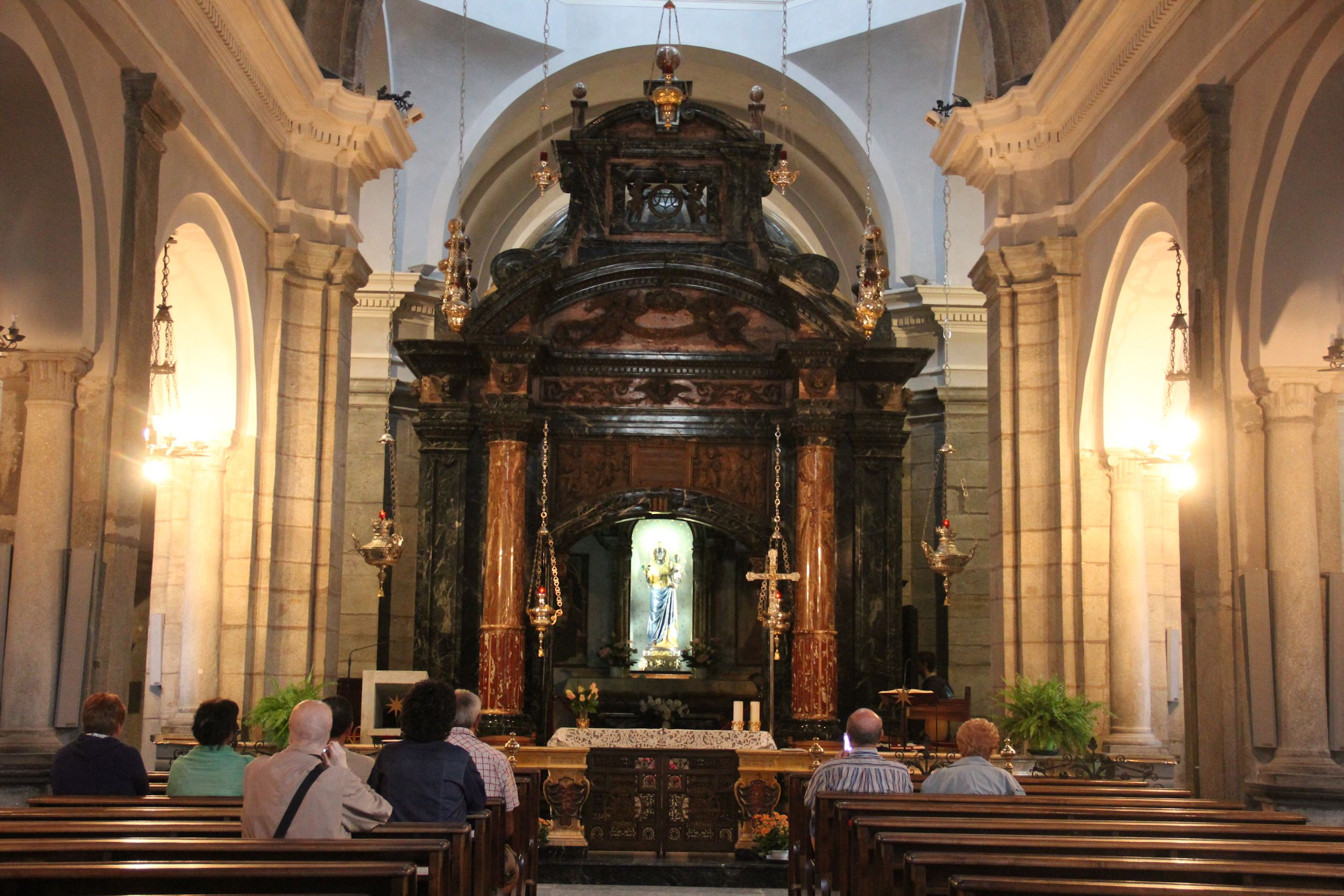
L'interno della basilica antica

Agli inizi del Seicento la chiesa di Santa Maria viene ampliata e rifatta in forme più eleganti su disegno dell'architetto Francesco Conti, alzando i muri, erigendo il transetto e la cupola, rivestendo la facciata in pietra, inglobando la galleria aggiunta a meridione nel corso del Cinquecento e costruendo verso settentrione un'altra navata. In questa fase quattro cappelle preesistenti, erette tra Quattrocento e Cinquecento verso levante, furono raccordate alla chiesa e riutilizzate come sacrestie e penitenzierie.
Durante la peste del Seicento, la città di Biella fa voto alla Madonna d'Oropa e rimane incontaminata. Tuttora, annualmente, la città compie a Oropa una processione solenne in osservanza di questo voto.
Nel 1620 si ha la prima solenne incoronazione della Statua della Madonna nera. Successive incoronazioni si ripeteranno ogni cent'anni.
Attorno alla chiesa, dove sorgevano le case private delle famiglie biellesi, nella seconda metà del Seicento fu edificato un santuario in forma di chiostro, che aveva le funzioni di ospizio per i pellegrini.
Su un colle a ovest del santuario viene costruito il Sacro Monte di Oropa.

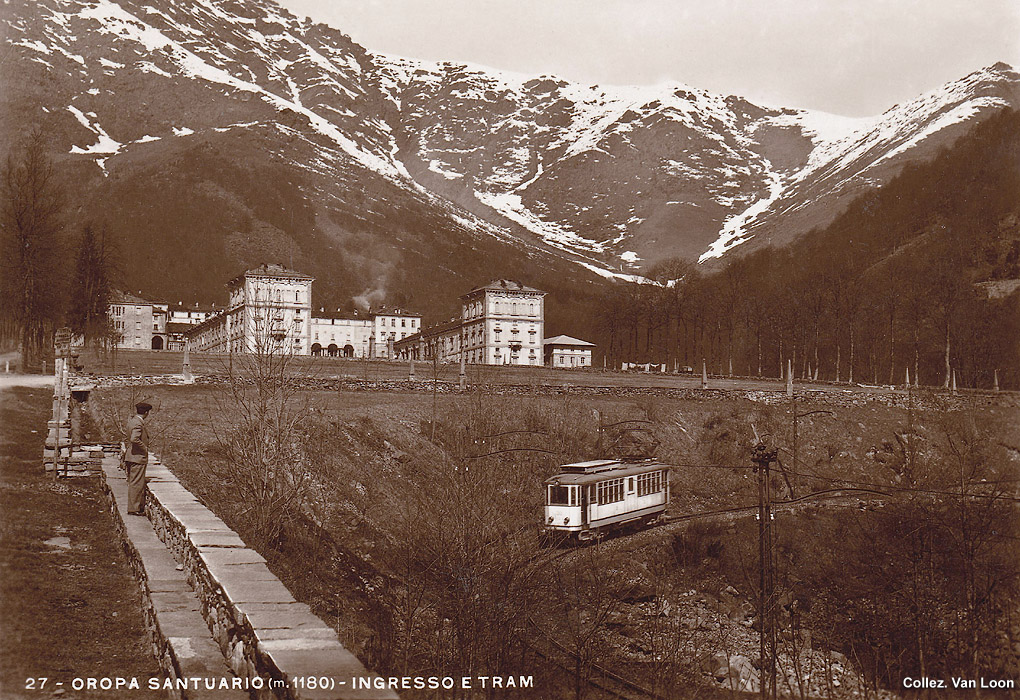
Tram in arrivo al Santuario

Oropa, nonostante la difficoltà delle comunicazioni, divenne dunque meta di frequenti pellegrinaggi, agevolati a partire dal 1911 dalla costruzione della tranvia Biella-Oropa, soppressa nel 1958.
L'effigie della Madonna d'Oropa viene riprodotta con affreschi sulle case e nei piloni votivi, statuette e immagini di ceramica si trovano in tutti i paesi attorno a Oropa per un raggio di cinquanta chilometri. Molte chiese ospitano copie del Simulacro oropense, fra cui celebre è la copia barocca della chiesa di San Giacomo al Piazzo di Biella.

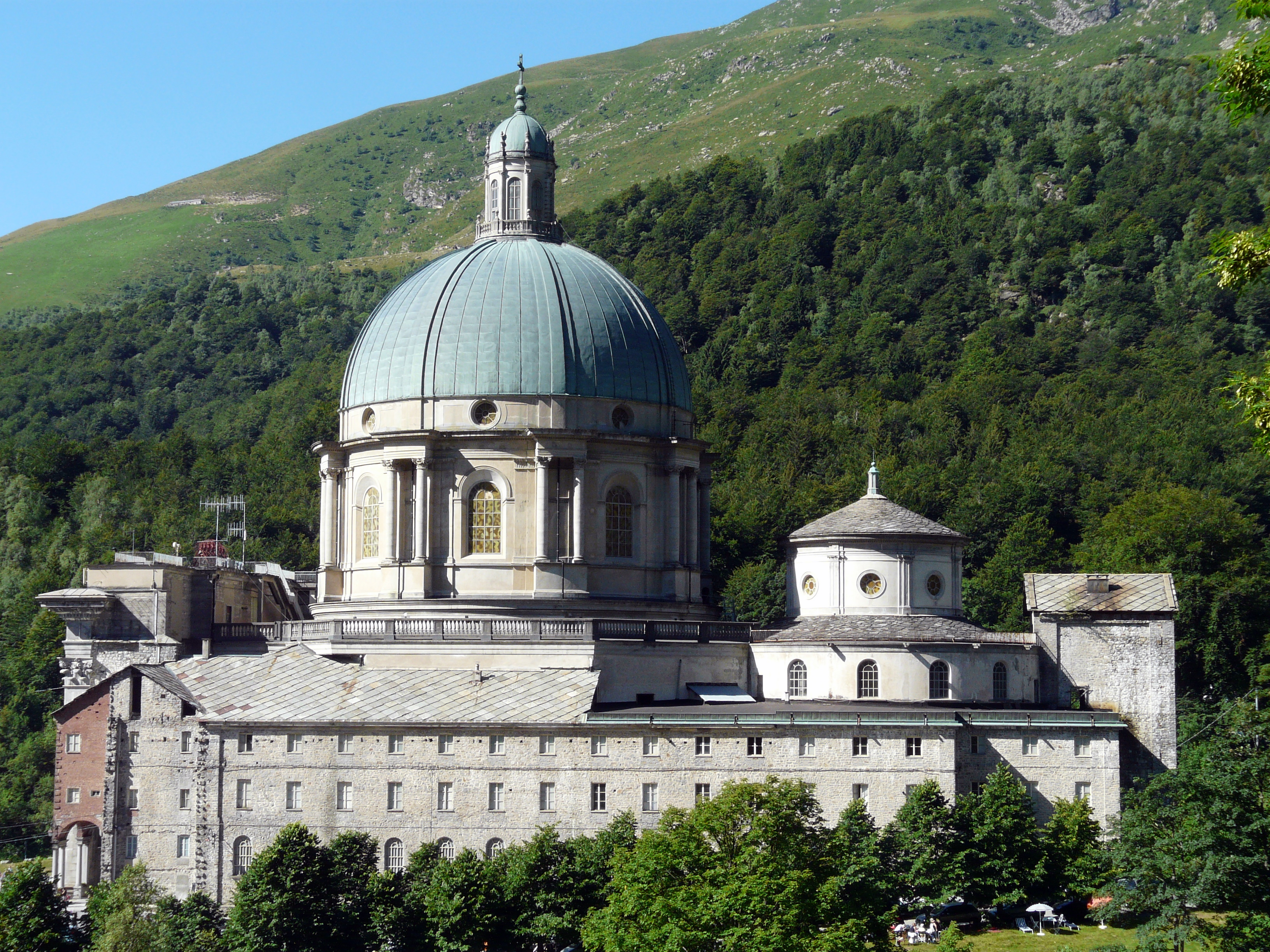
La cupola della Chiesa Nuova, del diametro di.

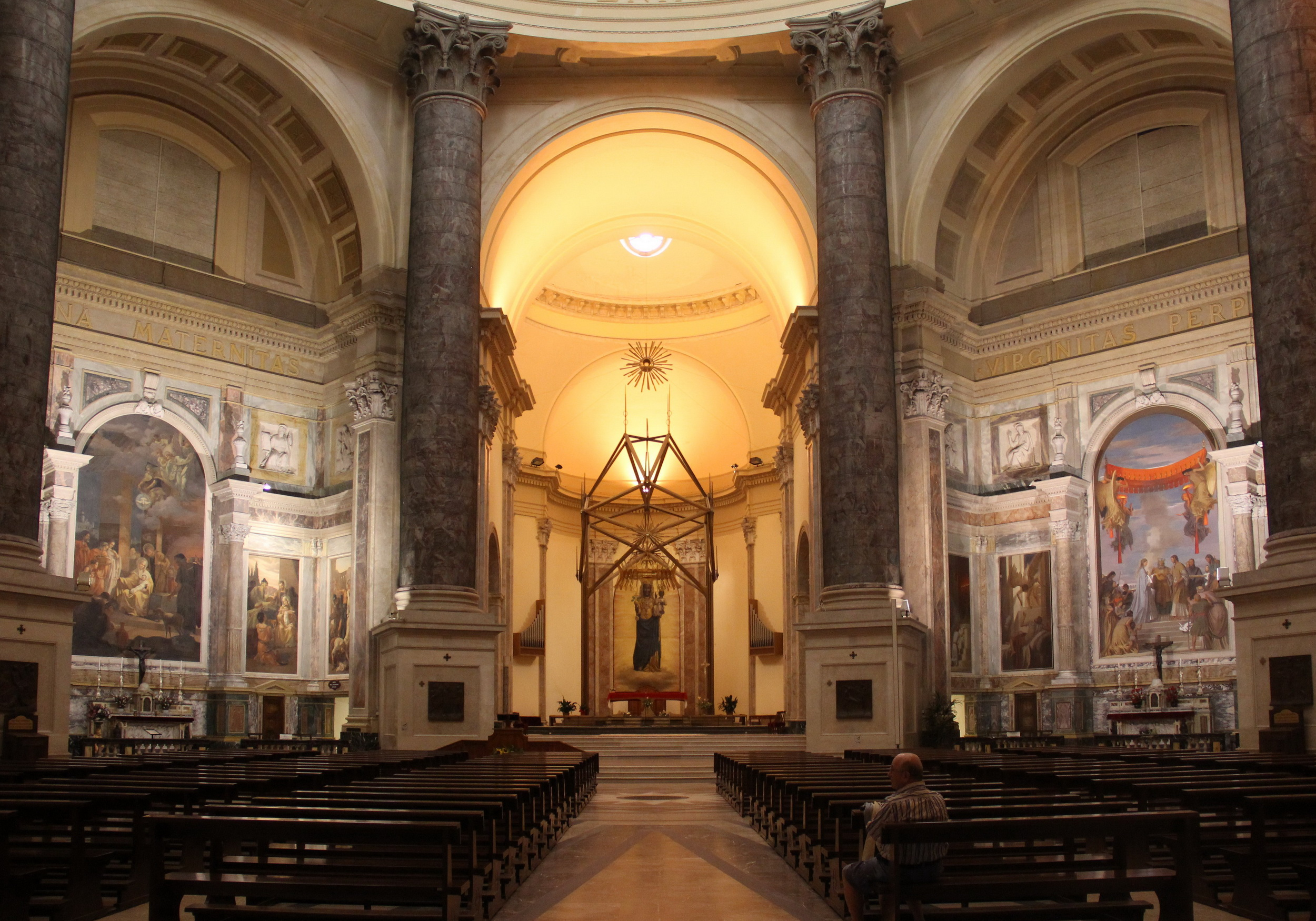
Interno della Chiesa Nuova.

### I massi erratici
Nelle cronache relative alla fondazione del santuario si narra che la statua della Madonna Nera fosse stata nascosta da sant'Eusebio sotto un masso erratico per impedire che essa cadesse nelle mani degli eretici. Sopra tale masso gli abitanti di Fontainemore costruirono nel primo Settecento una cappella, oggi detta del Ròc (ovvero del masso).
La chiesa vecchia di Oropa fu costruita inglobando parzialmente un secondo masso erratico, detto gran deyro o roc 'dla Vita (ovvero masso della Vita), tuttora visibile sulla fiancata nord-occidentale dell'edificio. Questo roccione era noto in passato per essere oggetto (come altri massi erratici) di culti pagani legati alla fecondità. L'uso delle donne di strofinarsi sulla pietra per propiziare la nascita di un figlio, diffuso nel Medioevo, si ridusse progressivamente al gesto di battere il sedere contro il masso. Tale usanza è documentata fino al XIX secolo, quando l'accesso alla parte del masso interna alla chiesa - che già era stata ridotta e spianata - fu impedito con la collocazione di un cancelletto metallico. Quella di Oropa è comunque la vicenda più duratura e meglio documentata del Piemonte dell'utilizzo rituale di un masso erratico.

## Grazie e miracoli

### Intorno alla sacra statua
L'antico simulacro della Madonna Nera del Santuario di Oropa manifesta alcuni fatti particolari:
- la statua, nonostante il tempo, non presenta alcuna traccia di tarlatura e di logoramento;[12] questa caratteristica fu descritta per la prima volta nel 1609 dal vescovo di Vercelli Giovanni Stefano Ferrero;[13]
- il piede, nonostante l'uso antico di far toccare oggetti di devozione destinati a fedeli e ammalati, non è consumato;[12] di questa caratteristica la prima attestazione nota è del 1720, quando è menzionata nel panegirico del canonico teologo Agostino Penna in occasione della seconda incoronazione[14]
- sui volti della Vergine e del Bambino, a differenza del resto della statua, non si ferma mai la polvere; anche di questa proprietà la prima menzione risale al panegirico di Agostino Penna del 1720.[14] Una volta all'anno, intorno al 20 novembre in occasione della festa della Presentazione di Maria al Tempio , viene pubblicamente effettuata una pulizia passando un panno sulla statua e sui volti. Il panno che terge i volti rimane pulito a differenza del panno passato sul resto della statua.[15] È dalla metà dell'Ottocento questa pulizia viene effettuata pubblicamente, con un panno bianchissimo, in modo da constatare la continuità del fenomeno.[16]

Secondo la Breve relatione del 1621 di Bassiano Gatti furono fatti due tentativi di condurre la statua in un luogo più vicino a Biella. A poca distanza dal santuario la statua sarebbe divenuta così pesante da impedirne il trasporto e sarebbe ritornata al peso normale solo quando fu deciso di ritornare verso il sacello originario. Furono erette due cappelle votive per commemorare questi avvenimenti: una dalla parte del Favaro, l'altra dalla parte di Pralungo. Questi tentativi, di cui è impossibile dare una precisa collocazione temporale, sono stati messi in relazione con la decadenza di Oropa della fine del XIV secolo e con l'erezione della chiesa di Santa Maria in Piano a Biella, incominciata nel 1402.

### Le pestilenze
In tre occasioni la Madonna d'Oropa fu pubblicamente invocata per la protezione della città di Biella dalla peste.
Nel 1522, la città fu colpita dal contagio e dopo essersi votata alla Madonna, il contagio cessò e il rettore di Biella Gherardo Scaglia a nome del comune presentò un quadro come rendimento di grazie.
La pestilenza del 1599 mieté un gran numero di morti, 460 persone su poco più di 6 000 abitanti. La Credenza nella sua adunanza del 13 luglio fece voto alla Madonna d'Oropa. Il contagio cessò nel gennaio del 1600. Il 16 agosto fu sciolto il voto con una processione e la presentazione di offerte.
La peste del 1630 risparmiò Biella, a differenza di quasi tutte le città vicine. La città di Biella, riconoscendo la protezione della Madonna d'Oropa, deliberò di donare un lampadario d'argento.

### Tre miracoli riconosciuti dalla Chiesa
Fra i prodigi che la devozione popolare riconosce alla Madonna, tre sono stati indagati in processi canonici, che ne hanno riconosciuto l'inspiegabilità e li hanno ricondotti al presunto intervento della Madonna.
Giovanni Sà, originario di Chambéry, rimasto orfano si diede a mendicare, ma incappato nei briganti, subì il taglio della lingua, restando muto. Trascorse poi circa tre anni in Valle d'Aosta e circa otto a Ponderano, dove iniziò a lavorare. Il 9 marzo 1661 volle compiere un pellegrinaggio ad Oropa: nel recitare le sue preghiere sarebbe riuscito a terminarle pronunciando Giesus Maria. Secondo il suo racconto, avrebbe ritrovato in bocca la lingua ricresciuta. Tornato a Ponderano, i conoscenti si stupirono di sentire parlare Giovanni Sà, che fino ad allora si era fatto intendere a gesti, e cresciuta la voce del miracolo, gli abitanti di Ponderano in una riunione vollero sottoscrivere un'attestazione del fatto. Giovanni Rolando e due dottori testimoniarono di aver veduto la lingua mozza di Giovanni Sà nel processo canonico dell'8 aprile 1661, ordinato dal vescovo di Vercelli Girolamo Della Rovere.
Giacomo Vallet di Champorcher dall'età di 9 anni era affetto da paralisi, che gli causava un'immobilità totale e poteva nutrirsi solo di cibi liquidi. Passò in questo stato diciotto anni. Nel 1672 il suo curato gli propose di raccomandarsi alla Madonna d'Oropa e gliene mostrò un'immagine; Giacomo Vallet fece voto e immediatamente poté alzarsi. Il giorno seguente poté cibarsi normalmente. Il 18 luglio dello stesso anno il vescovo di Aosta Albert Bailly istruì un processo canonico, in cui, sentiti sei medici che attestavano la soprannaturalità del fatto, nove teologi approvarono il miracolo.
Giovanni Battista Perrone di Châtillon nel 1717 mentre era a bordo di un vascello veneziano era stato catturato dai Turchi al largo della Morea. Poiché si rifiutava di rinnegare il cristianesimo e di abbracciare l'Islam, il capitano ordinò che gli fosse tagliata la lingua e applicato il fuoco al moncone. Così lo sventurato rimase muto e poteva nutrirsi solo di cibi liquidi. Fu riscattato dai francescani francesi e condotto a Marsiglia, da cui si trasferì a Sostegno, vivendo come mendicante. Giovanni Battista Perrone fu presente alla seconda incoronazione il 25 agosto 1720: proprio quando Francesco Arborio Gattinara, vescovo di Alessandria posò sul capo della statua il diadema, egli si sarebbe sentito ricrescere la lingua. Il vicario capitolare di Vercelli Giacomo Antonio Cusano ordinò un processo canonico, in cui sentiti l'interessato e dieci testimoni e sottoposto il caso a quattro medici primari e dieci teologi collegiati di Torino, sette teologi e canonisti di Vercelli approvarono il miracolo il 9 maggio 1724.

### Altre grazie e miracoli
Delle numerose grazie che i fedeli attribuiscono all'intercessione della Madonna d'Oropa fanno fede i registri del santuario in cui vengono registrate le segnalazioni dei fedeli e le migliaia di quadri e di oggetti ex voto raccolti nelle gallerie del Santuario. Gli oggetti preziosi furono requisiti dall'autorità civile più volte in occasione di guerre, mentre i quadri votivi si conservano in grande abbondanza. I quadri più antichi sono del XIV secolo, ma la grande maggioranza risale al XIX e XX secolo. Alcuni sono opere d'arte, altri sono modeste realizzazioni di artigiani specializzati nella rappresentazione sommaria della grazia ricevuta, altri ancora sono stati dipinti dagli stessi graziati. Negli anni più recenti sono numerosi gli ex voto fotografici.
Fra le migliaia di grazie contenute nei registri e pubblicate nell'Eco del Santuario d'Oropa, mensile pubblicato dal 1898, alcune centinaia sono state pubblicate nel 1930 nel libro Grazie e miracoli della Madonna d'Oropa. In occasione della richiesta alla Santa Sede dell'officiatura propria della Madonna d'Oropa, nel 1856 il vescovo Giovanni Pietro Losana presentò un sommario di prodigi, desunto dai registri: «Ciechi che riebbero la vista 14 - Sordi che riacquistarono l'udito 2 - Storpi ed impediti di camminare e muoversi 27 - Muti e senza lingua, che ottennero la loquela 14 - Pazzi a cui fu restituito l'uso della ragione 5 - Salvati dalla Peste 11 - Dalla paralisi 11 - Da iscurria, mal di pietra, ernie 10 - Da epilessia 11 - Dal mal di capo, di gola, di petto, di fianchi 35 - Da febbri 23 - Da idropisia, etisia, flussi di sangue 11 - Da ferite 41 - Da cancrene ed ulceri (sic) 26 - Da apoplessia ed altre malattie dichiarate mortali 48 - Da maternità difficili 17 - Salvati da naufragio 58 - Da cadute precipitose 73 - Da colpi di fulmine 8 - Da stritolatura di ruote 20 - Da prossimo pericolo di morte 26 - Liberati da morte e da asfissia 6 - Sciolti dai ceppi 10 - Liberati da spiriti maligni 14 - Preservati mirabilmente e sovvenuti prodigiosamente di temporale aiuto 19 - Grazie conferite a Sovrani e distintissimi personaggi 14 - A città intere 24 - Prodigi d'ordine spirituale, quali tranquillità di mente riacquistata istantaneamente, odii mortali deposti d'un tratto, conversioni subitanee di peccatori ostinati, conversioni di eretici, 26».

## Il cimitero e la chiesa nuova
Il santuario ha avuto un'incessante espansione tanto che nell'Ottocento è stata progettata la costruzione di una seconda corte in cui ospitare anche un cimitero, i cui resti solo recentemente sono stati scoperti.
Successivamente un nuovo cimitero monumentale in sostituzione di quello antico era stato costruito a ovest del santuario poco distante dalla via del Sacro monte ove si realizzarono le tombe di famiglia delle principali famiglie nobili e notabili del biellese. Tra di esse diverse riportano simboli esoterici riferiti alla massoneria (la tomba di Quintino Sella è addirittura una piramide).
Verso la fine del XIX secolo inizia la progettazione e costruzione della monumentale chiesa nuova. La prima pietra del nuovo tempio, che con la sua alta cupola chiude scenograficamente il santuario, fu posata nel 1885. Per realizzarlo fu scelto il progetto, elaborato più di un secolo prima, dall'architetto Ignazio Galletti.
Un colle a sud del santuario viene spianato per far posto al Prato delle Oche. In questo modo il santuario diventa visibile da Biella. La chiesa nuova viene consacrata nel 1960, ma non si riuscì a spostare la statua della Vergine dal vecchio al nuovo Santuario poiché inspiegabilmente divenuta troppo pesante.
Il 1949 è l'anno della Peregrinatio Mariae: la Statua della Vergine per la prima volta si allontana da Oropa e viene condotta in tutti i paesi del Biellese. Della Peregrinatio esiste un interessantissimo filmato.

## Collegamento ferroviario

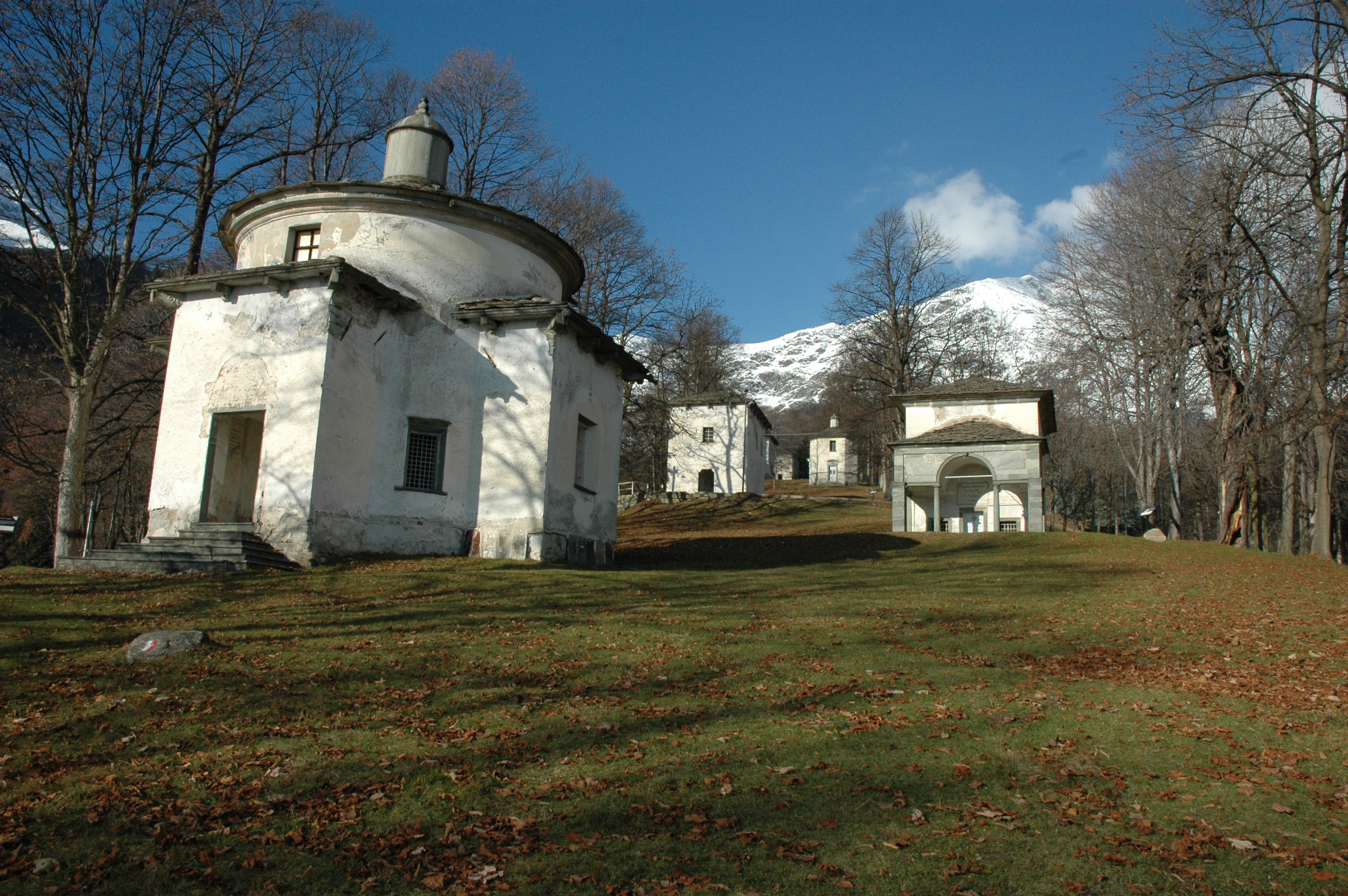
Le cappelle del Sacro monte

Il collegamento ferroviario elettrico a scartamento ridotto conosciuto come tranvia Biella-Oropa che congiungeva il capoluogo Biella alle alture di Oropa (ca. 14 km di tracciato, ca. 800 m di dislivello) rimase in funzione per neppure cinquant'anni, prima di essere soppiantato da un servizio di autobus. Venne inaugurato il 4 luglio 1911, a distanza di soli due anni dall'inizio dei lavori, avvenuti durante l'amministrazione del cav. Domenico Vallino, e l'ultima corsa si ebbe il 29 marzo 1958. La stazione di partenza, a Biella, era situata di fronte alla vecchia stazione per Santhià (oggi vi sorge un moderno centro commerciale e la palazzina con uffici dell'azienda di soggiorno e turismo); quella di arrivo era posta direttamente all'interno del santuario, proprio sotto il porticato. A decretare la fine del trenino furono essenzialmente gli eccessivi costi di manutenzione anche se qualche lamentela da parte della popolazione (il tracciato nella prima parte attraversava buona parte del centro di Biella) favorì senza dubbio la decisione di soppressione del servizio. Insieme agli stabilimenti idroterapici di Oropa Bagni e Cossila e alla funivia che da Oropa saliva al lago Mucrone sul monte omonimo ha costituito comunque per diversi decenni una sorta di fiore all'occhiello del turismo biellese. Non fosse altro per il tortuoso e affascinante percorso che si snodava tutto fra i boschi delle prealpi biellesi. E non a caso la linea ferroviaria del trenino Biella-Oropa era giunta a guadagnarsi l'appellativo di linea ferroviaria più ardita d'Italia.

## Osservatorio meteo-sismico
All'interno del santuario si trova anche un osservatorio meteo-sismico fondato nel 1874 per opera del padre barnabita Francesco Denza di Napoli (1834-1894), fondatore anche del Regio osservatorio Carlo Alberto di Moncalieri e della rete di oltre trecento osservatori nel Regno d'Italia.
L'osservatorio di Oropa fa parte della rete meteo regionale del Piemonte e della rete sismica sia regionale che nazionale; attualmente è ancora attiva la stazione meteorologica di Oropa.

## Giro d'Italia
La strada che va da Biella al santuario di Oropa è una delle salite più storiche del Giro d'Italia. Lunga 13 km per un totale di 750 metri di dislivello, con pendenze del 10%, arriva a 1.150 metri di altezza ed è stata per sette volte un arrivo di tappa. In particolare, deve la sua fama all'impresa di Marco Pantani quando al Giro del 1999 sulle pendici della salita dovette fermarsi per un salto di catena, perdendo 45 secondi dalla testa della corsa. Il Pirata tuttavia riuscì a rimontare e nel giro di 6 km superò 49 corridori, tra i quali Paolo Savoldelli e Ivan Gotti, rispettivamente 2º e 3º in classifica generale, per poi sorpassare il francese Laurent Jalabert a 3 km dal traguardo vincendo la tappa e mantenendo la maglia rosa.

### Vincitori
| Edizione | Tappa | Partenza               | km   | Vincitore di tappa |
| -------- | ----- | ---------------------- | ---- | ------------------ |
| 1963     | 11ª   | Asti                   | 130  | Vito Taccone       |
| 1993     | 20ª   | Torino                 | 162  | Massimo Ghirotto   |
| 1999     | 15ª   | Racconigi              | 160  | Marco Pantani      |
| 2007     | 13ª   | Biella (cron. ind.)    | 12,6 | Marzio Bruseghin   |
| 2014     | 14ª   | Aglié                  | 184  | Enrico Battaglin   |
| 2017     | 14ª   | Castellania            | 131  | Tom Dumoulin       |
| 2024     | 2ª    | San Francesco al Campo | 161  | Tadej Pogačar      |